# Micranthemum
Micranthemum este un gen de plante din familia Scrophulariaceae care cuprinde 29 de specii, printre care:
- Micranthemum adenander
- Micranthemum adenandrum
- Micranthemum arenarioides
- Micranthemum bryoides
- Micranthemum callitrichoides